# Casa Sports
O Casa Sports é um clube de futebol com sede em Ziguinchor, Senegal. A equipe compete no Campeonato Senegalês de Futebol.

## História
O clube foi fundado em 1960.